# Маринкович, Воислав
Воислав Маринкович (13 мая 1876, Белград — 18 сентября 1935, там же) — сербский политический, государственный, общественный и дипломатический деятель. Премьер-министр Королевства Югославия (1932), министр иностранных дел Королевства сербов, хорватов и словенцев / Королевства Югославия (1924, 1927—1932), министр экономики (1914—1917). экономист.

## Биография
Еврей по происхождению. Сын юриста и политика. Окончил юридический факультет Белградского университета. Изучал право и экономику в Парижском университете, там же получил докторскую степень в области права и экономики. С 1901 года работал в министерстве финансов Королевства Сербия, был директором Коммерческого банка.
В 1906 году был избран в парламент (скупщину) от Сербской прогрессивной партии. С 1921 до мая 1935 года избирался членом Национального Собрания (Народна Скупштина) Югославии.
В 1913 году представлял Сербию на переговорах по итогам окончания Первой Балканской войны.
В 1914—1917 годах занимал пост министра экономики Королевства Сербия.
Участвовал в 1917 году в разработке Корфской декларации, предусматривавшее по окончании Первой мировой войны объединение Сербии и югославянских земель Австро-Венгрии в единое государство — «Королевство сербов, хорватов и словенцев» под эгидой сербской династии Карагеоргиевичей.
Был одним из основателей югославской Демократической лиги в 1918 году, позже Сербской Демократической партии (1919).
Член сербской делегации на Парижской мирной конференции (1919). В конце 1921- начале 1922 года работал министром внутренних дел.
Министр иностранных дел Королевства сербов, хорватов и словенцев / Королевства Югославия (июнь-ноябрь 1924 и 1927—1932).
Премьер-министр Королевства Югославия (апрель-июнь 1932).
Был женат на дочери Симы Лозанича.
Похоронен на Аллее заслуженных (великих) Нового кладбища в Белграде.

## Награды
- Орден Почётного легиона
- Орден Белого орла (Польша)
- Орден Звезды Румынии
- Почётный доктор Афинского университета .